# Acords de Matignon de 1988
Els Acords de Matignon foren signats a l'Hotel Matignon el 26 de juny de 1988 per Jean-Marie Tjibaou i Jacques Lafleur, sota els auspicis del govern francès de Michel Rocard, després del conflicte entre els lleialistes (partidaris de mantenir Nova Caledònia en la República) i els independentistes del FLNKS. Foren possibles gràcies als esforços de diàleg i compromís dirigits per Christian Blanc, aleshores responsable de la missió del govern Rocard.
Aquests acords preveien un període de desenvolupament de deu anys, amb les garanties econòmiques i institucionals per a la comunitat canac, abans que els habitants de Nova Caledònia es pronunciïn sobre la independència. També preveia una amnistia per als autors de la massacre d'Ouvéa, que prohibia qualsevol judici per la mort de 4 policies i 19 independentistes canacs.
Els acords de Matignon van ser aprovats pels francesos en referèndum el 6 de novembre de 1988. La pregunta era: "¿Aprova vostè el projecte de llei presentat al poble francès pel president de la República i les disposicions estatutàries i preparatòries per l'autodeterminació de Nova Caledònia el 1998?". La mesura va ser aprovada pel 80% dels vots emesos. La participació va ser baixa (37%). Els vots blancs i nuls representaren el 12% dels vots.
Un segon acord (Acord de Nouméa) va ser signat el 5 de maig de 1998 sota els auspicis de Lionel Jospin: preveu la transferència de sobirania el 2018, és a dir, la independència en totes les àrees excepte la defensa, la seguretat, la justícia i moneda que segueixen sent responsabilitat de la República Francesa. En consultar als habitants de Nova Caledònia, el diumenge 8 de novembre de 1998, els Acords de Nouméa es van aprovar amb el 72% dels vots emesos (participació: 74%, blancs i nuls, un 3%).